# Acidomanganičitany
Acidomanganičnany jsou komplexní sloučeniny manganu v oxidačním stavu Mn4+, které tvoří anion [MnX6]2− nebo [MnX5]−, přičemž za X lze doplnit F−, Cl−, IO -
3  nebo CN−.

## Fyzikálně-chemické vlastnosti

Oktaedr

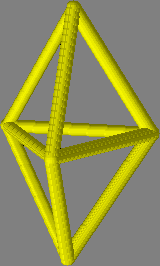
Trigonální (trojboká) bipyramida

Jelikož jsou tyto komplexy odvozeny od kyseliny manganičité H2MnO3, která je slabou kyselinou, nejsou ani samy komplexy nijak stabilní. Vodou většinou snadno hydrolyzují za vzniku hydroxomanganičitanů až oxidu manganičitého. Z toho i vyplývá, že připravit tyto komplexy v čistém stavu je téměř nemožné, protože téměř vždy alespoň částečně hydrolyzují.
Komplexy s anionem [MnX6]2− jsou oktaedrické, uspořádání valenčních elektronů manganu závisí na ligandech, které se na něj naváží – pro fluoridový, chloridový i jodičnanový anion je vysokospinové a v případě kyanidového aniontu je nízkospinové. Pro komplexy s anionem [MnX5]− je geometrie ligandů kolem manganu trigonálně-bipyramidální a uspořádání elektronů manganu je závislé na stejně jako u oktaedru.

## Příprava
Acidomanganičnany se získávají přidáváním roztoku manganistanu vápenatého a chloridu draselného do silně chlazené 40 % kyseliny chlorovodíkové – takto vznikají nejstabilnější z acidomanganičitanů hexachloromanganičnany – hexachloromanganičnan draselný. Obdobně se dá připravit i amonná a rubidná sůl a i další acidomanganičnany.

## Sloučeniny

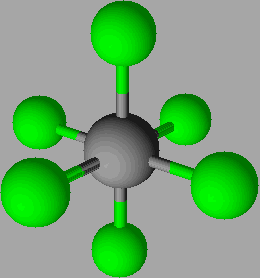
Hexachloromanganičitanový anion

Z vlastností vyplývá, že tyto sloučeniny nejsou příliš stabilní. Přesto se podařilo některé sloučeniny připravit.
Z chloromanganičitanů se podařil připravit hexachloromanganičitan draselný K2[MnCl6], který má temně červené krystaly a z acidomanganičnanů se řadí k nejstálejším.
Stejným způsobem se podařilo připravit i některé fluoromanganičitany. Připravit se podařilo hexafluoromanganičitan draselný K2[MnF6], který tvoří zlatožluté šesterečné jehličky a pentafluoromanganičitan draselný K[MnF5], který tvoří bledě červený prášek.
Ostatní sloučeniny nemají praktický význam a nejsou ani příliš stabilní.